# La poupée
La poupée es una ópera cómica (u opereta) en un prólogo y tres actos con libro en francés de Maurice Ordonneau y música de Edmond Audran. Fue estrenada en el Théâtre de la Gaîté de París el 21 de octubre de 1896. Su libreto se basa en el cuento Der Sandmann (El hombre de arena) de E. T. A. Hoffmann. 

## Historia interpretativa
La poupée tuvo su estreno en lengua inglesa en el Prince of Wales Theatre de Londres acaecido el 24 de febrero de 1897, en adaptación en dos actos por Arthur Sturgess. Resultó tan exitosa como para representarse en 576 ocasiones siendo protagonizada por Courtice Pounds y Willie Edouin; Edna May se incorporó más adelante al elenco. El 11 de septiembre de 1897 una representación matinal de La Poupée en el Prince of Wales Theatre sirvió de pistoletazo de salida a una gira por teatros de todo el Reino Unido con un nuevo elenco. Hubo, además, una producción en Broadway en 1897.
La adaptación alemana de la obra, firmada por el libretista Alfred Maria Willner, se estrenó en el Central-Theater de Berlín el 7 de enero de 1899.
La opereta contó con dos adaptaciones al castellano, ambas dadas a conocer en Madrid en la primera década del siglo XX. El 25 de noviembre de 1903 se estrenó La muñeca (La poupée), zarzuela en cuatro actos con libro adaptado por Antonio Fernández Cuevas y Eduardo G. Gereda en el Teatro-Circo de Price. Protagonizó la obra la soprano Antonia Arrieta. Un lustro después el propio Gereda junto con el libretista Antonio Soler realizaron una refundición en un acto titulada La muñeca ideal (La poupée), que se estrenó en el Teatro de Apolo el 18 de abril de 1908 siendo su intérprete principal la tiple Rosario Soler.

## Argumento

### Prólogo
Claustro de un convento
Los frailes del monasterio pasan hambre porque la gente ya no quiere hacer donaciones. Pero tienen esperanzas: el tío del novicio Lancelot, el respetado barón Chanterelle prometió a su sobrino una dote de boda de 100.000 francos. El plan es incompatible con el voto de castidad de los frailes, pero una pequeña trampa con un buen fin no podrá digustar a Dios. Maximus, el abad del monasterio, descubrió recientemente en un anuncio de periódico que un tal Hilarius ofrecía muñecas hechas por él mismo con tal pericia que apenas podía distinguirse de las mujeres de carne y hueso. Maximus aconseja por ello a Lancelot que compre un juguete a Hilarius y lo haga pasar por una novia a su tío. Tras la falsa boda el barón debería dar la dote a la comunidad religiosa que podría hacer mucho bien con ese dinero. Lancelot muda inmediatamente su hábito por un traje seglar y se pone en marcha.

### Acto I
Taller y tienda
Hilarius contempla con embeleso su última obra: una hermosa muñeca de idéntico aspecto a su hija Alésia. Si además tuviera alma, él también se enamoraría de ella. Alésia por el contrario odia el trabajo absorbente de su padre que lo separa demasiado de la familia. Cuando Hilario abandona la tienda un instante, Alésia coge la muñeca con descuido y le arranca un brazo accidentalmente. Lleva rápidamente la muñeca al aprendiz Josse para que la restaure con cuidado. Y para evitar que su padre la descubra le escode sus gafas; no deberá hallarlas hasta que la muñeca recupere su integridad.
En ese momento Lancelot entra en la tienda y le pide a Hilarius lo que busca. El fabricante de muñecas piensa inmediatamente en su última creación al escucharle. Llama a su aprendiz para que se la traiga, pero como la reparación aun no está lista, Alésia no tiene más remedio que hacer de muñeca ella misma. Lancelot queda maravillado con la muestra, paga el “producto” y se lo lleva a su tío.

### Acto II
Salón distinguido
Hoy debe celebrarse la boda. Muchos invitados se congregan en la villa del barón Chanterelle y muestran su admiración por la bella novia. Sin embargo durante la ceremonia nupcial los invitados encuentra algo extraña la forma poco natural en que se mueve la joven. Una vez termina la ceremonia Lancelot recibe la generosa dote de boda de su tío.

### Acto III
Claustro del convento con vista de la celda de Lancelot
Lancelot disfruta de un caluroso recibimiento por parte los frailes. El abad le permite llevarse la muñeca a su celda. Cuando Lancelot se duerme Alésia se sienta sobre él y lo besa con pasión. A la mañana siguiente el novicio se da cuenta de que no se ha casado con una muñeca sino con una joven de verdad. Esto le alegra enormemente porque ha querido a la muñeca desde el primer momento y siempre ha deseado que fuera una persona. Como su matrimonio está en regla, los frailes tienen que prescindir de su presencia entre los muros del convento. A cambio se consuelan con la donación que les ha conseguido Lancelot.

## Registros fonográficos (Selección)
- 1955 (INA). Con Geneviève Pernet, Blanche de Limoges, Linda Felder, Denyse Vautrin, Duvaleix, Jean Vavelet, Joseph Peyron, Paul Villé, Pierre Bori, René Smith y Willy Clement. Director: Jean Toscane.

- 1958 (INA). Con Robert Massard, Huguette Hennetier, Joseph Peyron, Duvaleix, René Lenoty, Marcel Genio, Gabrielle Ristori, Pierre Roi y Jacques Pruvost. Director: Marcel Cariven.

## Adaptación cinematográfica
- Die Puppe (1919). Película alemana dirigida por Ernst Lubisch.[5]